# Rhinocosmetus megarhinus
Espèce
Rhinocosmetus megarhinus est une espèce d'araignées aranéomorphes de la famille des Theridiidae.

## Distribution
Cette espèce est endémique des Petites îles de la Sonde en Indonésie. Elle se rencontre sur Bali et Sumbawa.

## Description
Le mâle holotype mesure 3,45 mm et la femelle paratype 2,70 mm, les mâles mesurent de 3,30 à 3,55 mm et les femelles de 2,60 à 3,10 mm.

## Systématique et taxinomie
Cette espèce a été décrite par Vanuytven, Jocqué et Deeleman-Reinhold en 2024.

## Publication originale
- Vanuytven, Jocqué & Deeleman-Reinhold, 2024 : « Two new theridiid genera from Southeast Asia (Araneae: Theridiidae, Argyrodinae): males with a nose for courtship. » Journal of the Belgian Arachnological Society, vol. 39, no 1, supplement, p. 1-96.